# Gumicsont
A Gumicsont a Frakk, a macskák réme című rajzfilmsorozat harmadik évadjának tizenegyedik része.

## Alkotók
- Rendező és operatőr: Meszlényi Attila
- Társrendezők: Imre István, Várnai György
- Forgatókönyvíró: Bálint Ágnes
- Zeneszerző: Pethő Zsolt
- Hangmérnök: Bársony Péter
- Vágó: Czipauer János
- Tervezte: Várnai György
- Háttér: Szálas Gabriella
- Rajzolta: Kiss Bea
- Színes technika: Kun Irén
- Gyártásvezető: Bende Zsófi

Készítette a Magyar Televízió megbízásából a Pannónia Filmstúdió

## Szereplők
- Frakk: Szabó Gyula
- Lukrécia: Schubert Éva
- Szerénke: Váradi Hédi
- Károly bácsi: Suka Sándor
- Irma néni: Pártos Erzsi
- Lajcsi anyja: Czigány Judit
- Postás: Koroknay Géza
- Játékboltos: Szoó György